# Iniciativa islandesa para medios de comunicación modernos
La Iniciativa islandesa para medios de comunicación modernos (en inglés IMMI o Icelandic Modern Media Initiative) es una ley destinada a crear un competente y atractivo marco jurídico para el apoyo a la publicación de periodismo de investigación y otros medios en línea. Fue aprobada unánimemente por el parlamento el 16 de junio de 2010.
El 18 de febrero de 2010, el proyectó ingresó una propuesta de resolución parlamentaria al Alþingi (parlamento nacional de Islandia), proponiendo que Islandia se posicione fuertemente con respecto a la protección de la libertad de información y de expresión. La propuesta parlamentaria fue hecha por 19 miembros de todos los partidos del parlamento.

## Elementos de la ley
La propuesta incluye:
- Una ley de libertad de información «ultramoderna», basada en las recomendaciones de la OEA y del Consejo de Europa de 2009; así como en elementos modernos de las leyes de libertad de información de Estonia, Escocia, el Reino Unido y Noruega.
- Protección para Whistleblowers: Protección para quienes revelan información pública de interés público, basada en las leyes estadounidenses False Claims Act y Military Whistleblowers Act.
- Protección de fuentes: Protección de fuentes anónimas que intentan comunicar al público luego de una promesa de confidencialidad de un periodista o medio de comunicación. Basada en la nueva legislación del EEE.
- Protección de comunicaciones periodista-fuente: Protección de las comunicaciones entre una fuente anónima y un periodista u organización, e internamente en un medio de comunicación, previa a la publicación. Basada en la Ley de protección de fuentes de 2005 de Bélgica.
- Limitación de censura previa: La censura previa es la coacción dirigida a un editor, por parte de una autoridad gubernamental, o a través del sistema judicial, para prevenir la publicación de un asunto en especial. Mientras que la Constitución de Islandia provee libertad de expresión, son necesarias pequeñas modificaciones para reducir la censura previa.
- Protección de intermediarios (proveedores de servicios de Internet): Inmunidad para los "meros conductos", ISPs y operadores de telecomunicaciones.
- Protección contra turismo de difamación y otros abusos extrajudiciales.